# Majid ben Abdullah Al Qasabi
Majid ben Abdullah Al Qasabi est un ingénieur et homme politique saoudien. Depuis août 2016, il est ministre du Commerce et de l’Investissement du gouvernement saoudien.

## Biographie

### Formation et débuts
Majid ben Abdullah Al Qasabi fait ses études supérieures aux États-Unis, d’abord à l’université de Portland dans l'Oregon, où il obtient un diplôme en ingénierie civile en 1981. L’année suivante, il obtient un master en ingénierie à l'université de science et technologie du Missouri (en) ainsi qu’un master en ingénierie civile à l’Université de Californie à Berkeley. Il retourne ensuite au Missouri, où il obtient un doctorat en ingénierie en 1985,.
À son retour en Arabie saoudite, Majid ben Abdullah Al Qasabi enseigne à l’université du roi Abdulaziz pendant 11 ans avant d’entrer à la Chambre de Commerce et d’Industrie de Djeddah.

### Carrière politique
En 1998, Al Qasabi intègre la Chambre de Commerce et d’Industrie de Djeddah en qualité de Secrétaire général puis, quatre années plus tard, prend la direction de la Fondation Sultan bin Abdulaziz Al Saud (en).
Proche de la famille royale, il devient conseiller à la cour du prince héritier d’Arabie saoudite en 2010, avant d’accéder au poste de président des affaires spéciales du prince héritier et de ses deux successeurs entre 2011 et 2014.
En 2015, Majid ben Abdullah Al Qasabi est nommé par décret royal Ministre des Affaires sociales au sein du gouvernement saoudien. Il devient Ministre du Commerce et de l’Investissement le 7 mai 2016,, après un changement de nom du Ministère, précédemment connu sous l’appellation de Ministère du Commerce et de l’Industrie, et dirigé jusque-là par Tawfig Alrabiah.

### Ministre du Commerce et de l’Investissement
A la tête du Ministère du Commerce et de l’Investissement, Majid ben Abdullah Al Qasabi est responsable de la mise en place de plusieurs réformes structurelles visant à accompagner le plan de développement Vision 2030 du gouvernement. Sous sa direction, l’Autorité générale saoudienne des investissements (SAGIA) est réintégrée au sein du Ministère. Dans le cadre du Plan de Transformation Nationale, il est chargé de la création d’une Autorité générale pour les petites et moyennes entreprises, qui représentent un enjeu important pour la diversification économique du pays,.
Pour encourager l’entrepreneuriat et la création de PME, il dirige le Ministère du Commerce et de l’Investissement vers la création d’incubateurs et de centres dédiés aux PME, l’ouverture des systèmes de franchises, et la simplification des procédures administratives.
Au mois d’août 2017, le Ministère et l’Autorité générale à l’investissement annoncent un assouplissement des conditions d’investissement étrangers dans le Royaume. Cette réforme, défendue par Majid ben Abdullah Al Qasabi depuis plusieurs années, autorise les investisseurs étrangers à détenir 100 % des parts des entreprises en ingénierie opérant en Arabie saoudite, au lieu de 75 % auparavant.

### Autres mandats
- Membre du conseil d’administration du Centre du Prince Salman sur le handicap
- Membre du conseil d’administration de l’organisation du Prince Majid ben Abdulaziz pour le développement et les services sociaux
- Membre du conseil d’administration de l’organisation saoudienne pour la recherche sur la maladie d’Alzheimer
- Membre du conseil d’administration de l’organisation saoudienne de préservation de l’héritage national
- Membre du conseil d’administration de l’autorité portuaire d’Arabie saoudite
- Membre de la Haute commission pour le développement du Hail
- Membre du conseil d’administration du fonds du Centenaire
- Membre du conseil consultatif du Conseil économique
- Président du Forum économique de Djeddah